# Kowalówka (Łódź)
Pour les articles homonymes, voir Kowalówka.
Kowalówka est une localité polonaise de la gmina et du powiat de Wieruszów en voïvodie de Łódź.